# Municipio de Liberty (condado de Effingham)
El municipio de Liberty (en inglés: Liberty Township) es un municipio ubicado en el condado de Effingham en el estado estadounidense de Illinois. En el año 2010 tenía una población de 764 habitantes y una densidad poblacional de 16,42 personas por km².

## Geografía
El municipio de Liberty se encuentra ubicado en las coordenadas 39°11′39″N 88°44′59″O / 39.19417, -88.74972. Según la Oficina del Censo de los Estados Unidos, el municipio tiene una superficie total de 46.54 km², de la cual 46,54 km² corresponden a tierra firme y (0 %) 0 km² es agua.

## Demografía
Según el censo de 2010, había 764 personas residiendo en el municipio de Liberty. La densidad de población era de 16,42 hab./km². De los 764 habitantes, el municipio de Liberty estaba compuesto por el 99,21 % blancos y el 0,79 % eran de una mezcla de razas. Del total de la población el 0,52 % eran hispanos o latinos de cualquier raza.